# McConnel-Inseln
Die McConnel-Inseln (in Chile yyy) sind eine Inselgruppe vor der Loubet-Küste des Grahamlands auf der Antarktischen Halbinsel. In der Darbel Bay liegen sie südöstlich der Kidd-Inseln. Zu ihnen gehört die Islote Trumao.
Luftaufnahmen entstanden bei der Falkland Islands and Dependencies Aerial Survey Expedition (1956–1957). Das UK Antarctic Place-Names Committee benannte sie im Jahr 1960 nach dem britischen Physiker James Cannan McConnel (1860–1890), einem Pionier in der Deformationsanalytik von Eis zwischen 1881 und 1890.